# Cololejeunea verdoornii
Cololejeunea verdoornii là một loài Rêu trong họ Lejeuneaceae. Loài này được (Herzog) Tixier mô tả khoa học đầu tiên năm 1980.